# Фредерік Ремінгтон
Фредерік Ремінгтон (4 жовтня 1861, селище Кантон, штат Нью-Йорк — 26 грудня 1909, місто Ріджфілд, штат Коннектикут) — американський художник, ілюстратор, скульптор та літератор, відомий своєю майстерністю у відтворенні людей та подій американського Дикого Заходу. Є найвідомішим американським художником, що створював картини з життя ковбоїв, індіанців та американської  кавалерії.
У своїх роботах поєднував різні художні стилі. Як художник працював надзвичайно плідно, створив близько двох сотень ілюстрацій та картин. Картини та малюнки Ремінгтона зберігаються у громадських та приватних колекціях по всьому світу, особливо багато їх у музеях та приватних колекціях США.

## З біографії
Народився Ф. Ремінгтон у сім'ї військового. 1872 його сім'я переїхала й поселилася поблизу міста Оґденсбург у штаті Нью-Йорк.
Восени 1875 року майбутній художник за наполяганням батька вступив до Військової академії у Вустері, Массачусетс, однак у вересні 1878 року він був зарахований до Єльського університету, де захопився футболом і розпочав мистецькі студії під керівництвом професора живопису Джона Генрі Німеєра. Після трьох семестрів Ремінгтон полишив університет.
По смерті свого батька (1880) Ремінтон-молодший працював службовцем в установах штату в Олбані.
1881 року у віці вісімнадцяти років юний художник здійснив першу поїздку на захід США, зокрема в штат Монтана. У 1883—1885 роках Ремінгтон оселяється поблизу містечка Пібоді (англ. Peabody, Kansas), неподалік Канзас-Сіті — тут він придбаває ранчо та намагається зайнятися агробізнесом у сфері розведення овець (англ. sheep ranching), але безуспішно. 1884 року він одружився з Євою Кейтен (1859—1918).
Весною 1886 року Ремінгтон вдосконалював свою художню освіту на тримісячних курсах у Лізі студентів-художників Нью-Йорка.
Невдовзі після цього він почав виконувати замальовки та ілюстрації для видань, котрі провідною темою своїх публікацій мали освоєння західних територій США («Дикого Заходу»). Багато його ранніх робіт опубліковані у журналах Collier's Weekly і Harper's Magazine.
1890 року художник переїхав до м. Нью-Рошель у штаті Нью-Йорк, а ближче до кінця життя — до м. Ріждфілд в Коннектикуті.
1895 року Ф. Ремінгтон вирішив спробувати себе у скульптурі й створив першу та напевне найвідомішу свою скульптурну композицію «Об'їждчик Бронко» (англ. The Bronco Buster, зараз експонується у мистецькому музеї Фредеріка Ремінгтона в м. Оґденсбург штат Нью-Йорк). Його 22 скульптури, створені у 1895—1909 роках лаконічно характеризують старий американський Захід.
1898 року був військовим кореспондентом на іспано-американській війні, відвідав Кубу. Малював ілюстрації військових подій.
Під кінець життя страждав надлишковою вагою — важив близько 300 фунтів (понад 136 кг.). Помер внаслідок ускладнень після видалення апендициту.